# Anatomicko-terapeuticko-chemická klasifikace léčiv
Anatomicko-terapeuticko-chemická klasifikace léčiv (zkráceně ATC-klasifikace) je mezinárodní systém třídění léčiv, který spravuje Spolupracující centrum Světové zdravotnické organizace pro metodologii statistiky léčiv, které sídlí v norském Oslu. Systém byl poprvé publikován v roce 1976.
Léčiva jsou tříděna do skupin podle účinků na jednotlivé orgány a jejich soustavy, farmakologického působení a chemické struktury. Na základě toho je jim přidělen sedmimístný alfanumerický kód, který jednoznačně označuje každou jednotlivou léčivou látku. Třídění má 5 úrovní.

## Klasifikace

### První úroveň
První úroveň se značí jedním písmenem, odpovídajícím příslušné anatomické soustavě, na niž daná léčiva působí. Na této úrovni je 14 hlavních skupin:
| A | Trávicí ústrojí a metabolismus                                     |
| B | Krev a krvetvorné orgány                                           |
| C | Kardiovaskulární systém                                            |
| D | Dermatologika                                                      |
| G | Urogenitální systém a pohlavní hormony                             |
| H | Systémové hormonální přípravky kromě pohlavních hormonů a inzulínu |
| J | Protiinfekční léčiva pro systémové použití                         |
| L | Antineoplastika a imunomodulující léčiva                           |
| M | Muskuloskeletální systém                                           |
| N | Nervová soustava                                                   |
| P | Antiparazitika, insekticidy, repelenty                             |
| R | Dýchací ústrojí                                                    |
| S | Smyslové orgány                                                    |
| V | Různé                                                              |

Dále existuje ATC skupina Q pro veterinární léčiva někdy uváděna samostatně jako tzv. kódy ATCvet.

### Druhá úroveň
Druhá úroveň vyjadřuje hlavní terapeutickou skupinu a označuje se kódem tvořeným dvěma číslicemi.

### Třetí úroveň
Třetí úroveň vyjadřuje terapeuticko-farmakologickou podskupinu, která se označuje jedním písmenem.

### Čtvrtá úroveň
Čtvrtá úroveň vyjadřuje chemicko-terapeuticko-farmakologickou podskupinu. Označuje se jedním písmenem.

### Pátá úroveň
Pátá úroveň odpovídá konkrétní účinné látce (nebo kombinaci). Označuje se dvěma číslicemi.
Příklad
A – Trávicí ústrojí a metabolismus
A02 – Léčiva k terapii onemocnění spojených s poruchou acidity
A02B – Léčiva k terapii peptického vředu a refluxní choroby jícnu
A02BC – Inhibitory protonové pumpy
A02BC01 – Omeprazol